# Torneio de Roland Garros de 2003
O Torneio de Roland Garros de 2003 foi um torneio de tênis disputado nas quadras de saibro do Stade Roland Garros, em Paris, na França, entre 26 de maio e 8 de junho. Corresponde à 36ª edição da era aberta e à 102ª de todos os tempos.

## Finais

### Profissional
| Categoria | Evento    | Campeã(s)(o/ões)          | Vice-campeã(s)(o/ões)               | Resultado      | Chave(s)  | Chave(s)       |
| --------- | --------- | ------------------------- | ----------------------------------- | -------------- | --------- | -------------- |
| Simples   | Masculino | Juan Carlos Ferrero       | Martin Verkerk                      | 6–1, 6–3, 6–2  | principal | qualificatório |
| Simples   | Feminino  | Justine Henin             | Kim Clijsters                       | 6–0, 6–4       | principal | qualificatório |
| Duplas    | Masculino | Bob Bryan Mike Bryan      | Paul Haarhuis Yevgeny Kafelnikov    | 7–63, 6–3      | principal | principal      |
| Duplas    | Feminino  | Kim Clijsters Ai Sugiyama | Virginia Ruano Pascual Paola Suárez | 56–7, 6–2, 9–7 | principal | principal      |
| Duplas    | Misto     | Lisa Raymond Mike Bryan   | Elena Likhovtseva Mahesh Bhupathi   | 6–3, 6–4       | principal | principal      |

### Juvenil
| Categoria | Evento    | Campeã(s)(o/ões)                   | Vice-campeã(s)(o/ões)               | Resultado     | Chave(s)  | Chave(s)       |
| --------- | --------- | ---------------------------------- | ----------------------------------- | ------------- | --------- | -------------- |
| Simples   | Masculino | Stanislas Wawrinka                 | Brian Baker                         | 7–5, 4–6, 6–3 | principal | qualificatório |
| Simples   | Feminino  | Anna-Lena Grönefeld                | Vera Dushevina                      | 6–4, 6–4      | principal | qualificatório |
| Duplas    | Masculino | György Balázs Dudi Sela            | Kamil Čapkovič Lado Chikhladze      | 5–7, 6–1, 6–2 | principal | principal      |
| Duplas    | Feminino  | Marta Fraga Adriana González-Penas | Kateřina Böhmová Michaëlla Krajicek | 6–0, 6–3      | principal | principal      |